# Iridium
Iridium ist ein chemisches Element mit dem Symbol Ir und der Ordnungszahl 77. Es zählt zu den Übergangsmetallen, im Periodensystem steht es in der Gruppe 9 (in der älteren Zählung Teil der 8. Nebengruppe) oder Cobaltgruppe. Das sehr schwere, harte, spröde, silber-weiß glänzende Edelmetall aus der Gruppe der Platinmetalle gilt als das korrosionsbeständigste Element. Iridium wird unterhalb 0,11 Kelvin supraleitend.

## Geschichte
Iridium (altgriechisch ἰριοειδής irio-eides „regenbogenartig“ nach der Vielfarbigkeit seiner Verbindungen) wurde 1804 in London von Smithson Tennant zusammen mit Osmium entdeckt. Beim Auflösen von Rohplatin in Königswasser befanden sich beide Platinmetalle im unlöslichen schwarzen Rückstand. Die Farbvielfalt der Iridiumsalze inspirierte Tennant zu dem Namen Iridium. Das „Urkilogramm“ sowie das „Urmeter“ bestehen aus einer Iridiumlegierung; beide werden seit 1898 in Paris im Bureau International des Poids et Mesures aufbewahrt.

## Vorkommen
Iridium ist seltener als Gold oder Platin. Es ist nach Rhenium zusammen mit Rhodium und Ruthenium das seltenste nicht-radioaktive Metall. Sein Anteil in der kontinentalen Erdkruste beträgt nur 1 ppb.
In der Natur tritt es elementar in Form von kleinen Körnern oder in Begleitung des Platins auf. Mit Osmium bildet es zwei natürlich vorkommende Minerale:
- Osmiridium, das zu 50 % aus Iridium, der Rest aus Osmium, Platin, Ruthenium und Rhodium besteht, und
- Iridosmium, das sich zu 55 bis 80 % aus Osmium und zu 20 bis 45 % aus Iridium zusammensetzt.

Wichtige Vorkommen liegen in Südafrika, im Ural, Nord- und Südamerika, in Haiti, Tasmanien, Borneo und Japan.
Freies Iridium ebenso wie andere Elemente der Platingruppe finden sich in Flusssanden. Daneben fällt Iridium bei der Verhüttung von Nickelerzen an. Die weltweite Abbaumenge von Iridium im Jahr 2020 wurde auf etwa 9 Tonnen geschätzt, wovon alleine 7 Tonnen auf Gewinnung in südafrikanischen Platinerzminen zurückzuführen ist. Die Nachfrage nach Iridium hat sich in den letzten Jahren erhöht, da Iridium bei einigen aktuellen technologischen Entwicklungen eine wichtige Rolle spielt. So kommt Iridium als Katalysator bei der Gewinnung von Wasserstoff durch PEM-Elektrolyse zum Einsatz sowie bei der Elektro-Chlorierung zur Aufbereitung von Ballastwasser großer Schiffe (seit 2024 verpflichtend) und der Herstellung von OLED-Displays. Der Preis von Iridium ist darum in den letzten Jahren stark gestiegen. Lag er 2017 mit 900 US-$ pro Feinunze noch leicht unter dem Preis von Platin, so war Iridium im Jahr 2020 mit 1600 US-$ pro Feinunze schon doppelt so teuer wie dieses. 2021 kletterte der Preis auf 6200 US-$ empor und liegt aktuell bei ca. 5000 US-$ pro Feinunze.

## Eigenschaften

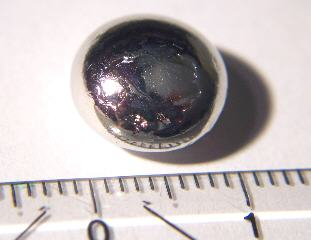
Iridium 8,3 g lichtbogengeschmolzen

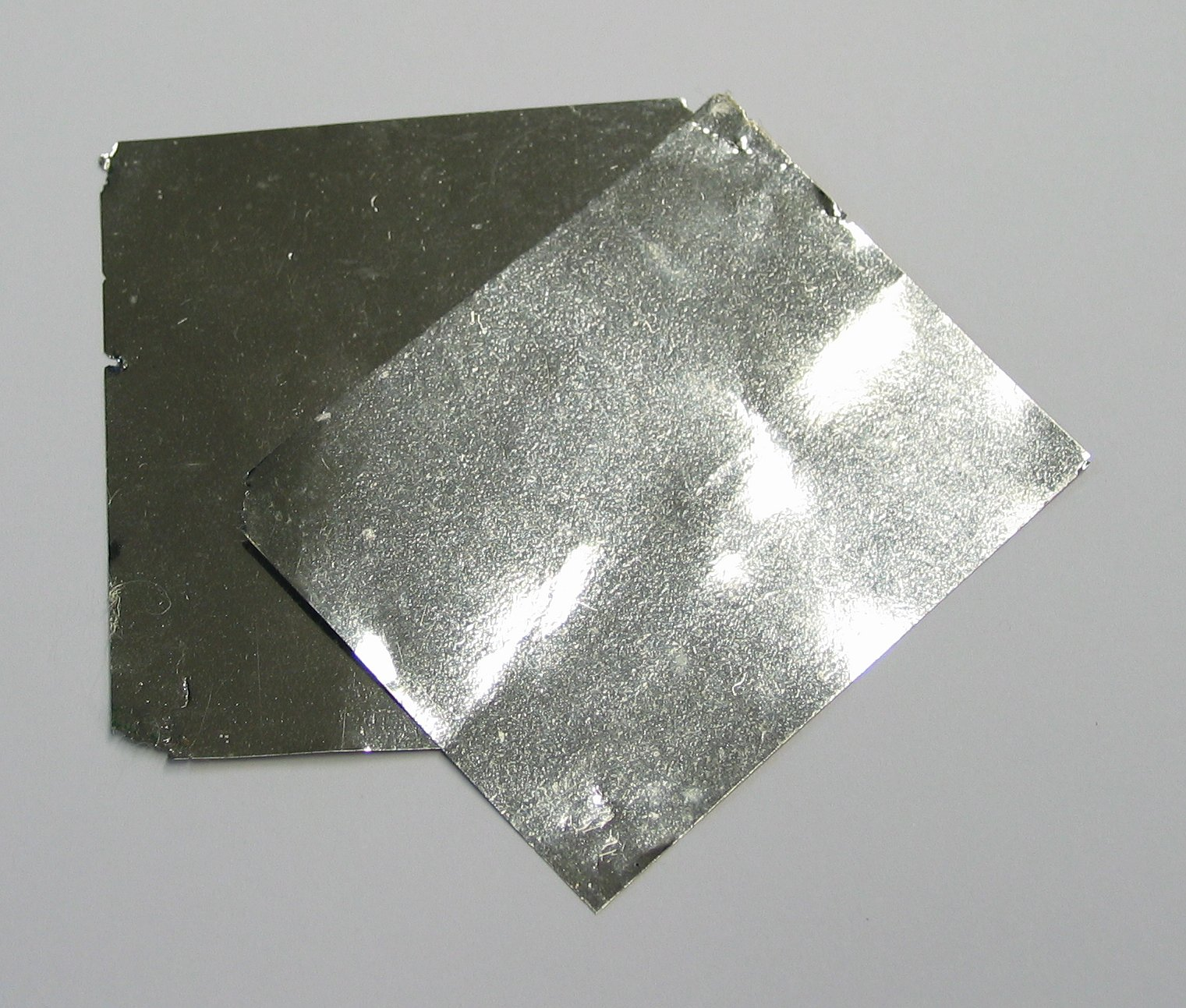
Iridiumfolie

### Physikalische Eigenschaften
Wegen seiner Härte und Sprödigkeit kann Iridium nur schwer bearbeitet werden. In der natürlich auftretenden Isotopenzusammensetzung ist Iridium nach Osmium das zweitdichteste Element.

### Chemische Eigenschaften
Bei Rotglut oxidiert Iridium unvollständig zu schwarzem IrO2, das oberhalb 1140 °C wieder zerfällt. Auch ist Iridium wie Osmium in der Hitze und vor allem bei höherem Sauerstoffgehalt als Oxid IrO3 flüchtig. An kalten Stellen jedoch scheidet es sich im Gegensatz zum Osmium als Metall oder IrO2 wieder ab. In Pulverform ist es ein entzündbarer Feststoff, der durch kurzzeitige Einwirkung einer Zündquelle leicht entzündet werden kann. Die Entzündungsgefahr ist umso größer, je feiner der Stoff verteilt ist. In kompakter Form ist es nicht brennbar. In Mineralsäuren, auch in Königswasser, ist es beständig. In Chlorid-Schmelzen wird es jedoch bei Gegenwart von Chlor zu Doppelchloriden umgesetzt, z. B. Na2[IrCl6].

## Isotope
Es gibt zwei natürliche Isotope von Iridium, 34 Radioisotope und 21 Kernisomere, wovon das Kernisomer 192m2Ir mit einer Halbwertszeit von 241 Jahren das stabilste ist. Es zerfällt durch innere Konversion zu 192Ir, das mit 73,831 Tagen Halbwertszeit das Isotop mit der längsten HWZ ist.192Ir zerfällt als Betastrahler zum Platinisotop 192mPt, die meisten anderen zu Osmium. Die restlichen Isotope und Kernisomere haben Halbwertszeiten zwischen 300 µs bei 165Ir und 11,78 Tagen bei 190Ir.
192Ir eignet sich wegen seiner Gammastrahlung mit Energien zwischen 200 und 600 keV (Kiloelektronenvolt) für die Durchstrahlungsprüfung von Bauteilen. Bei Werkstücken mit einer Wanddicke von über 20 mm wird meistens auf dieses Isotop zurückgegriffen (normativ geregelt, siehe z. B. DIN EN ISO 5579).
Für die zerstörungsfreie Werkstoffprüfung (ZfP) ist der Iridiumstrahler meistens in Form einer 2–3 mm großen Tablette in einem Strahlerhalter eingeschweißt, und dieser ist in einem verschließbaren Typ-B-Arbeitsbehälter untergebracht, der zur Abschirmung der Gammastrahlung mit abgereichertem Uran ausgekleidet ist.
Arbeitsbehälter für Iridiumstrahler haben folgende Abmessungen: 20 cm lang, 10 cm breit und 15 cm hoch. Das Gewicht beträgt auf Grund des Uranmantels je nach Aktivität etwa 13 bis 20 kg.
→ Liste der Iridium-Isotope

## Verwendung
Iridium ist oft Bestandteil von Legierungen, denen es Härte und/oder Sprödigkeit verleiht. Platin-Iridium-Legierungen setzt man bei Präzisionsmessungen, in der Medizin und dem Maschinenbau ein.
Weitere Verwendung findet es:
- als Bestandteil der Legierung des Ur-Kilogramms sowie des dritten Ur-Meters,
- zur Umhüllung von Plutoniumdioxid in Isotopenbatterien,
- in Form von Behältern und Tiegeln für Hochtemperaturanwendungen,
- als elektrischer Kontakt,
- in Schmuck als Platin-Iridium-Legierung (PtIr 800 und PtIr 900) für stark beanspruchte Teile (Trauringe, Krawattennadeln, Verschlüsse, Mechaniken und Federn),
- bei Zündkerzen-Elektroden,
- in Schreibfedern, vorne an der Spitze für Füllfederhalter wird meist eine Os/Ir-Legierung eingesetzt,
- in Legierung mit Platin als Zerstäuberspitze in der Flammen-Atomabsorptionsspektrometrie,
- bei der Messung der Oberflächenspannung nach der Du-Noüy-Ringmethode, wo es in Legierung mit Platin wegen seiner optimalen Benetzbarkeit eingesetzt wird,
- in Sputter-Targets zur Erzeugung von elektronenableitenden Beschichtungen von elektrischen Nichtleitern in der hochauflösenden Rasterelektronenmikroskopie,
- als UV-Schutzschicht auf hochwertigen Sonnenbrillen,
- in Dentallegierungen,
- zunehmend als Katalysator chemischer Reaktionen (industriell wichtiger Einsatz bei der Synthese der Essigsäure),
- wegen seiner hohen Dichte und seines hohen Schmelzpunktes als Target in der Kernphysik, beispielsweise zur Antiprotonenerzeugung im CERN.[17]
- In den Farbstoffen von organischen Leuchtdioden, zur Erzeugung von Singulett-Triplett-Übergängen
- als Bestandteil eines Elektrolyseurs (zur Erzeugung von Wasserstoff)
- In Elektrodenmaterial von Elektro-Chlorierungssystemen zur Ballastwasserbehandlung von Schiffen, mit dem Schiffe über 400 t bis 2024 verpflichtend ausgerüstet sein müssen.

## Kreide-Paläogen-Impakt
Iridium kommt in verhältnismäßig hoher Konzentration in jener 66 Millionen Jahre alten Sedimentschicht vor, die die chronostratigraphischen Systeme der Kreide und des Paläogens voneinander trennt, und gilt als Indiz für einen großen Meteoriteneinschlag, dem nach überwiegender wissenschaftlicher Meinung neben den Dinosauriern etwa 75 Prozent der damaligen Arten zum Opfer fielen; siehe hierzu auch Iridium-Anomalie, Chicxulub-Krater und Kreide-Paläogen-Grenze.

## Sicherheitshinweise
Metallisches Iridium ist wegen seiner Beständigkeit ungiftig. Als Pulver oder Staub ist es leicht entzündlich, in kompakter Form nicht brennbar. Iridiumverbindungen müssen als toxisch eingestuft werden.

## Verbindungen
Viele Iridiumsalze sind farbig: Mit Chlor bildet es olivgrünes Iridium(III)-chlorid oder dunkelblauschwarzes, nicht ganz definiertes Iridium(IV)-chlorid. Mit Fluor reagiert es zu gelbem, leichtflüchtigem Iridium(VI)-fluorid beziehungsweise gelbgrünem Iridium(V)-fluorid. Die für Iridium bereits vor Jahren vorhergesagte Oxidationsstufe +IX konnte 2014 durch das synthetisierte [IrO4]+ auch experimentell bestätigt werden. Es handelt sich um das einzige Element, bei welchem diese Oxidationsstufe in einer Verbindung bekannt ist. Neben den Oxiden und Halogeniden des Iridiums sind zahlreiche oktaedrische, diamagnetische Iridium(III)-komplexe, wie Aminkomplexe und Chlorokomplexe bekannt. Die Reduktion von Iridium(III)-chlorid in Alkohol in Gegenwart von π-Akzeptorliganden führt zu quadratisch planaren Iridium(I)-Komplexen, von denen der Vaskas Komplex am besten untersucht ist. Durch Reduktion von Iridium(III)-chlorid mit Kohlenmonoxid erhält man die Iridiumcarbonyle wie das kanariengelbe [Ir4(CO)12] und das rote [Ir6(CO)16]. Iridiumkomplexe können in der homogenen Katalyse, insbesondere bei Hydrierungsreaktionen, eingesetzt werden.